# 盧布林火車總站
盧布林火車總站（波蘭語：Lublin Główny）是波蘭城市盧布林最重要的火車站，也是波蘭東部最繁忙的火車站之一，每天平均有超過50列列車從這裡出發。1920年代，火車站建築進行了重建，更具波蘭風格。之前的車站外觀具俄羅斯帝國風格。盧布林車站近年進行了完全翻新，被認為是波蘭最好的火車站之一。
2019年12月正式更名為盧布林火車總站，以區別盧布林的其他較小車站。

## 外部連結
- 维基共享资源上的相關多媒體資源：盧布林火車總站

51°13′54″N 22°34′07″E / 51.2316°N 22.5686°E